# Delos W. Lovelace
Delos Wheeler Lovelace (Brainerd, 2 dicembre 1894 – Claremont, 17 gennaio 1967) è stato uno scrittore e giornalista statunitense. 
Lovelace è rimasto noto soprattutto per il romanzo King Kong, pubblicato nel 1932, trasposizione letteraria dell'omonimo monster movie del 1933 diretto da Merian C. Cooper ed Ernest B. Schoedsack.
Questo romanzo è stato pubblicato in forma serializzata sulla rivista pulp Mystery Magazine nel 1932 e in forma di libro in quello stesso anno da Grosset & Dunlap, un po' prima che il film uscisse. Lovelace è stato un giornalista del New York Daily News e New York Sun nel 1920.
Ha pubblicato circa due dozzine di libri, tra cui una biografia dell'allenatore di football americano Knute Rockne e una di Dwight D. Eisenhower. È coautore di tre libri con la moglie.